# Аркадія (утопія)

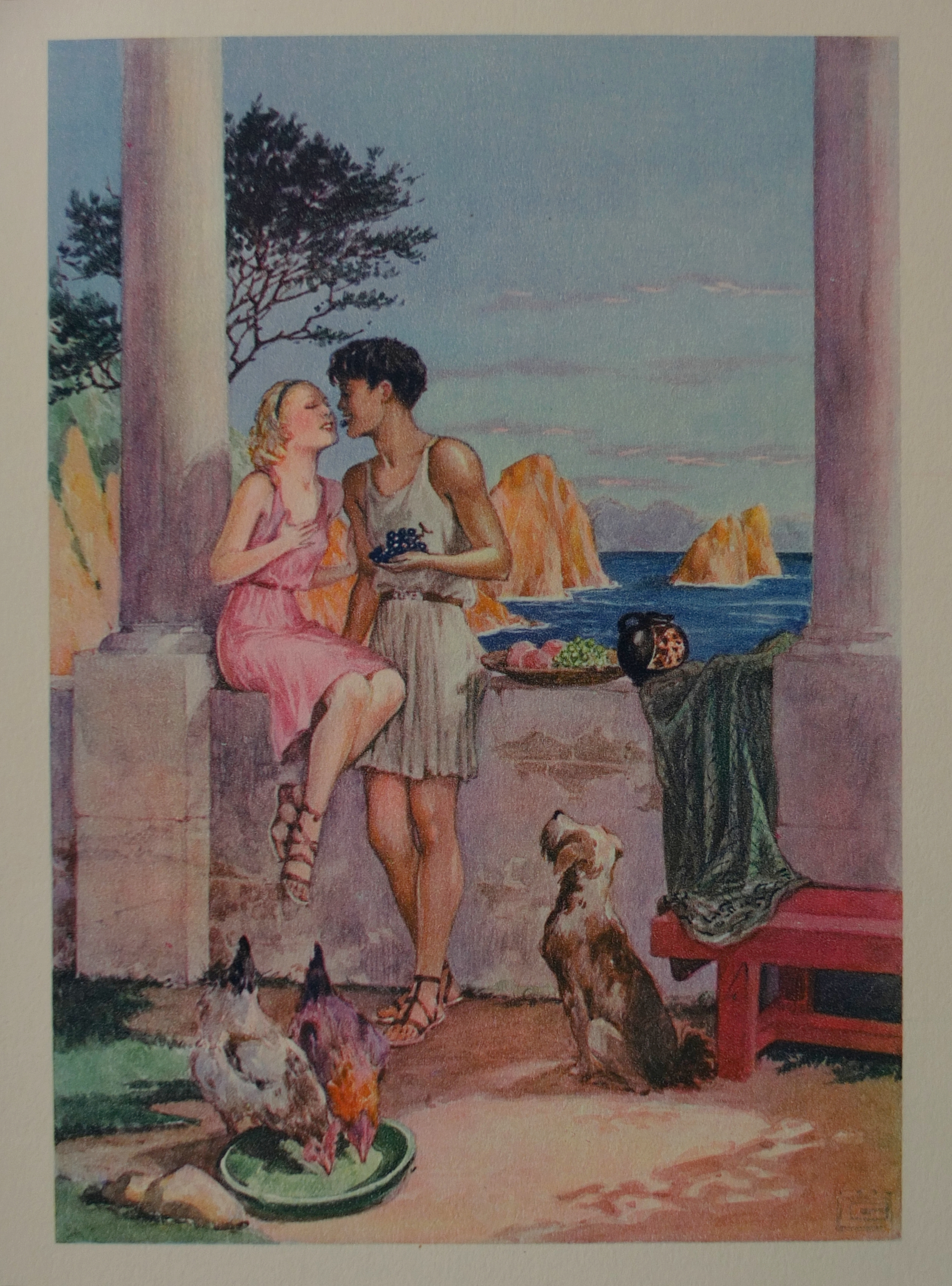
Жорж Леон (1881-1940). «Дафніс і Хлоя». Самостійний бродячий сюжет, загальним персонажем (Дафнісом) тісно пов'язаний з Аркадією

Аркадія (грец. Αρκαδία) — термін, що позначає в європейській культурі якийсь ідилічний простір, жителі якого ведуть просте гармонійне життя на тлі величної природи.
Спочатку Аркадією називалася одна з історичних областей Стародавньої Греції. Гірський рельєф цієї території і нечисленне населення, зайняте переважно відгінним скотарством (пастушеством) досить рано перетворило термін «Аркадія» на метафору для позначення мирного краю з незайманою природою.
Концепція Аркадії була особливо популярна в європейському мистецтві Відродження і Нового Часу. У ній злилися воєдино кілька концепцій: втраченої Золотої доби, де людям були незнайомі гординя і жадібність (антична міфологія ; Гесіод); втраченого Едему, земного раю (християнська міфологія); ідеалізація сільського життя, що входить в явне протиріччя з його фактичним станом (пастораль). У той же час, тема Аркадії могла використовуватися для ілюстрації популярної в християнстві тези про тлінність всього сущого (див. Et in Arcadia ego).
Зазвичай вважається, що Аркадія є різновидом утопії, тобто уявленням про ідеальне суспільство, однак, на відміну від власне утопічних концепцій, Аркадія зазвичай описувалася, як щось недосяжне. Концепція Аркадії також має перетин з концепцією благородного дикуна, що веде високоморальне життя на лоні природи; і, відповідно, протиставлена концепції варварства, як синонім простоти.

## Історія терміна

### В античній міфології

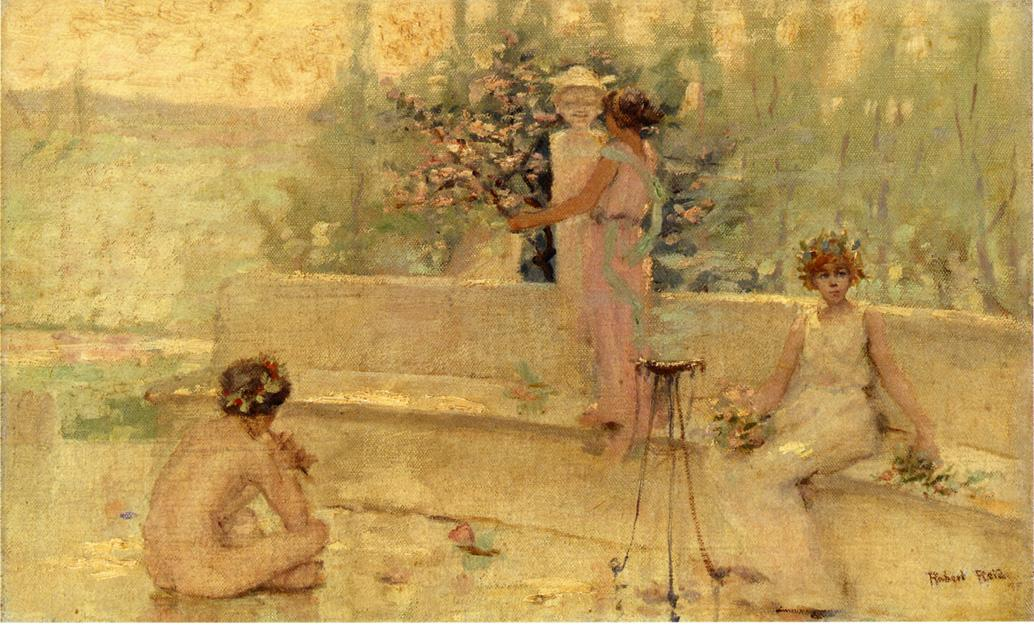
Роберт Рід (1862—1929). "Фігури в італійському саду"» Картина з "аркадійськими" мотивами

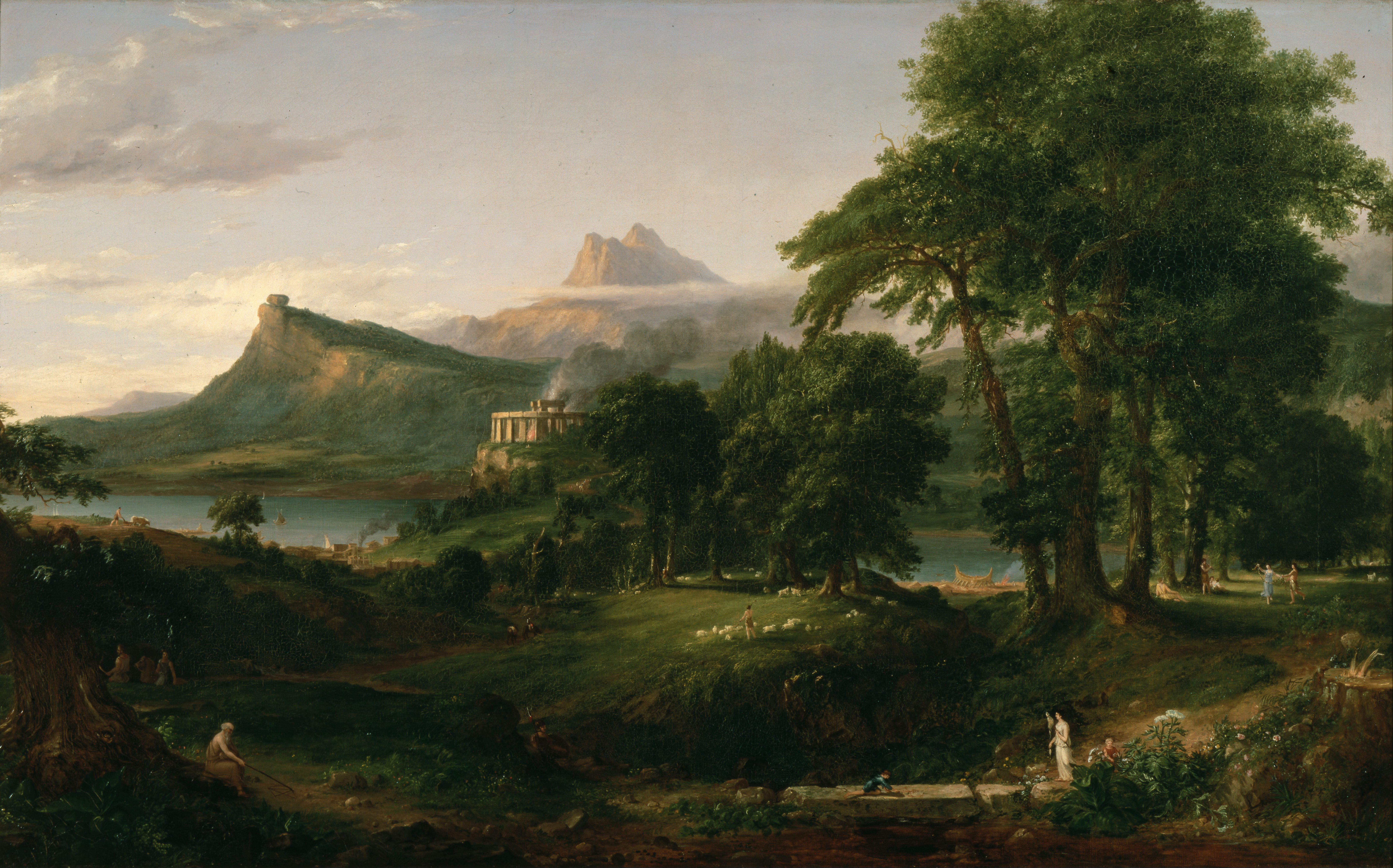
Томас Коул. "Аркадія", 1834

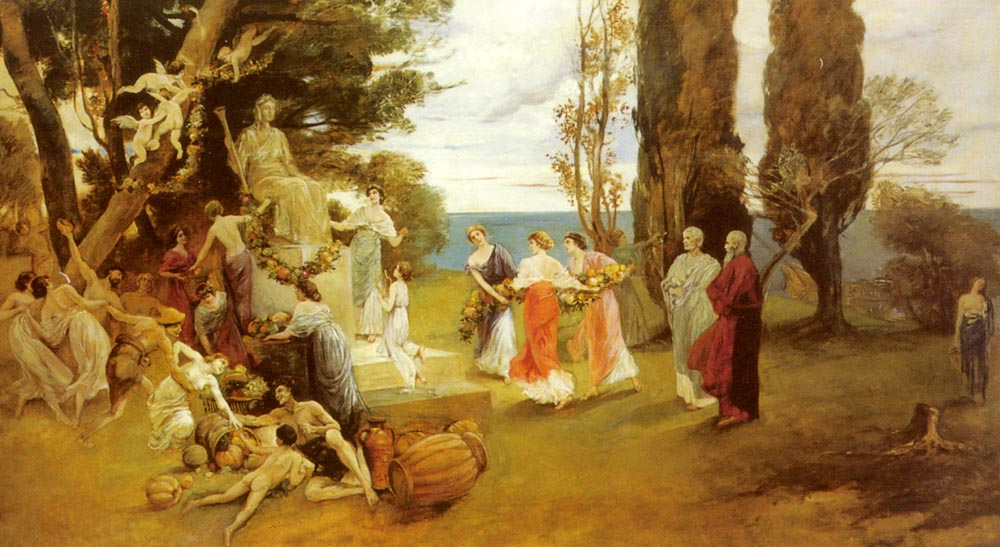
Фрідріх Август фон Каульбах (1850-1920). "В Аркадії»

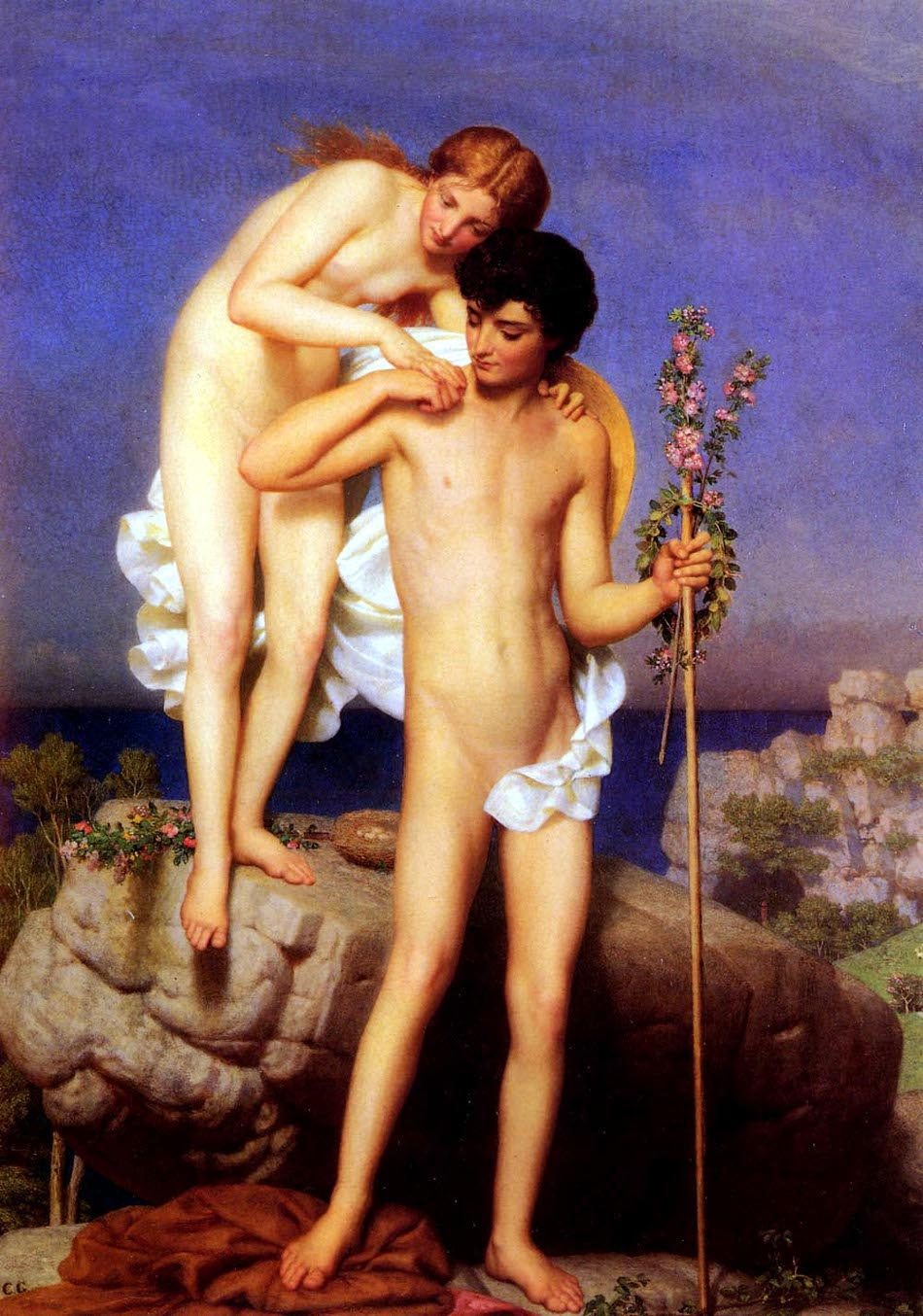
Марк Глейр. «Дафніс і Хлоя». Близько 1850

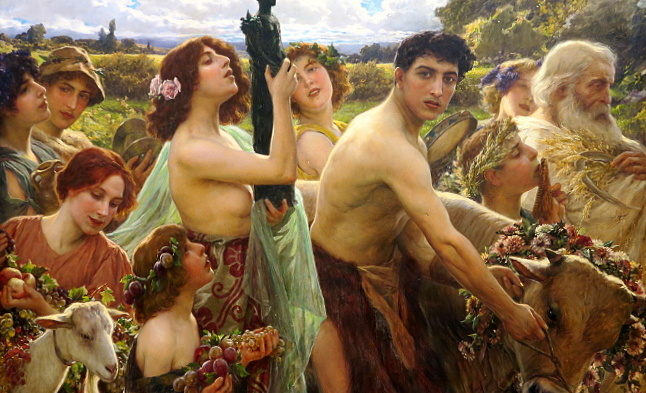
Чезаре Саккаджи (1868—1934). "Хай живе природа!» 1910

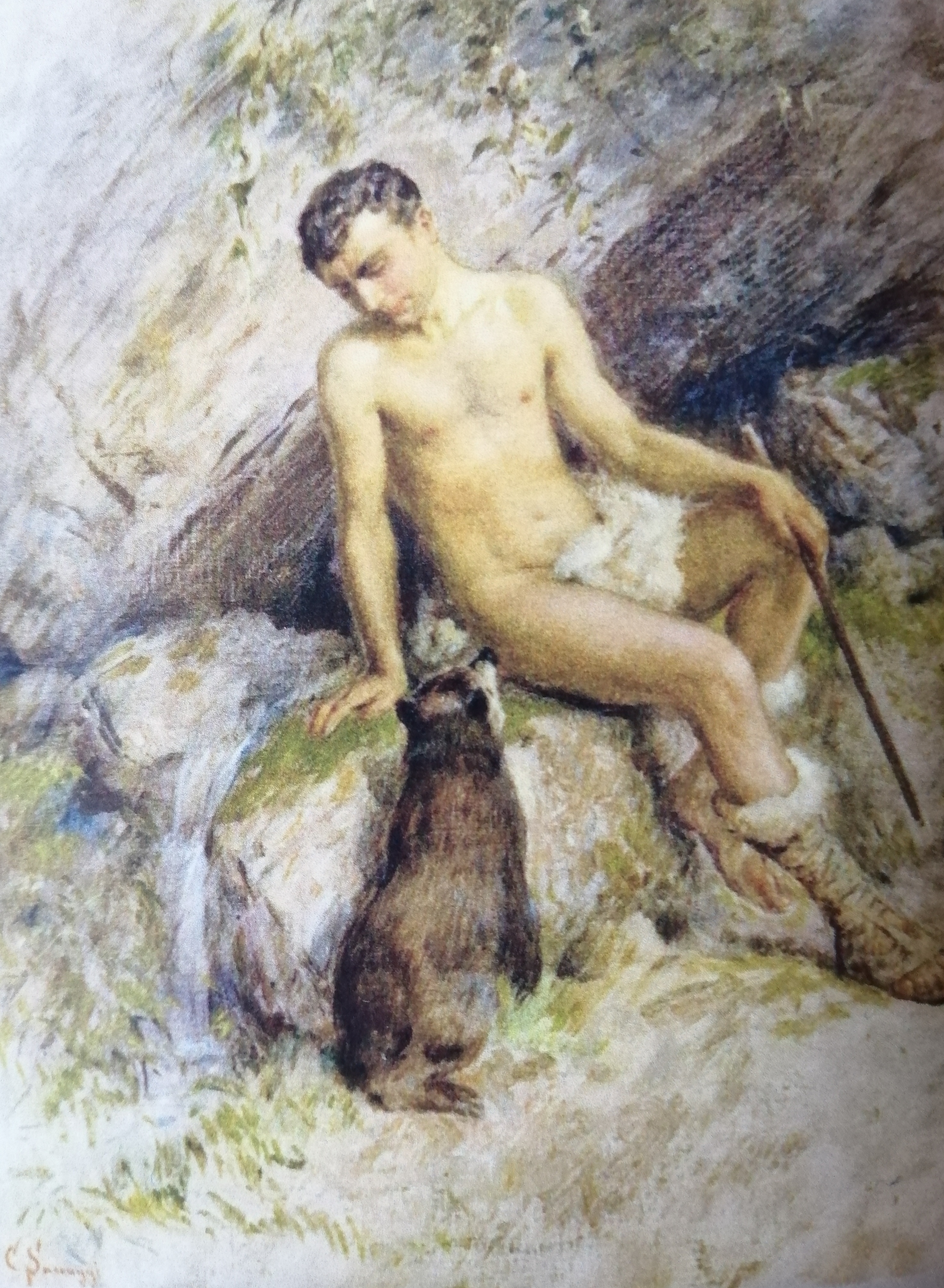
Чезаре Саккаджи. "Пастух в Аркадії»

Існує точка зору, що спочатку Аркадія-це одне з Імен богині Деметри. Відповідно, Аркадіями називалися свята на її честь. За іншими даними, епонімом Аркадії є персонаж грецької міфології на ім'я Аркад.
Крім того, в грецькій міфології, область Аркадія на півострові Пелопоннес описувалася, як володіння Пана, будинок бога лісів і його дріад, німф та інших духів, що втілюють сили природи. З усіма цими духами, з точки зору грецької міфології, мирно сусідили пастухи що вели просте життя.
У III столітті до нашої ери грецький поет Феокрит створив ідеалізовані поетичні описи життя пастухів, так звані ідилії.
У Римську епоху поет Вергілій створив серію віршів « Буколіки » або «Еклоги». Спочатку він, мабуть, просто перекладав Феокрита, але потім створив абсолютно оригінальні твори, дію яких і переніс з Сицилії в ідеалізовану Аркадію. Поезія Вергілія, в якій християнські апологети безпідставно побачили християнські мотиви, зберігала свою популярність протягом усього Середньовіччя, що багато в чому і забезпечило живучість сюжету про Аркадію. У Вергілія, як і у Феокрита, одним з персонажів є Дафніс, архетип юного і прекрасного пастуха. Не виключено, що саме Вергілій вперше «поєднав» Дафніса і Аркадію. Хоча дія іншого відомого античного твору про Дафніса, роману « Дафніс і Хлоя » відбувається не в Аркадії, ці сюжети в свідомості наступних поколінь, завдяки Вергілію, тісно сплелися.

### В епоху Відродження
Завдяки впливу Вергілія, у Данте в «Божественної комедії" Аркадія стала символом простоти. Європейські письменники епохи Відродження (наприклад, іспанський поет Гарсіласо де ла Вега) часто поверталися до цієї теми.
При цьому вигадана Аркадія іноді поміщалася авторами в минуле, а іноді трактувалася як місце, мешканці якого просто продовжували жити так, як жили люди в Золоту добу, в той час як всі інші народи живуть менш приємним життям, тому що вони дозволили собі відійти від первісної простоти.
У 1502 році італійський поет Якопо Саннадзаро опублікував свою довгу поему (написану гекзаметром ) «Аркадія», яка закріпила сприйняття Аркадії, як втраченого ідилічного світу, про який згадують в скорботних піснях. У 1580-х роках сер Філіп Сідні поширив в списках свій пасторальний роман « Аркадія ». Хоча в варіанті за авторством Сідні Аркадія і раніше в достатку забезпечена пастухами і іншими пасторальними персонажами, головні герої цього твору - аристократи, що знаходяться в сільській місцевості. Іспанський драматург і поет Лопе де Вега опублікував в 1598 році книгу «Аркадія: проза і вірші», яка в той час стала бестселером.

### У Новий час
Концепція Аркадії знайшла численні відображення в образотворчому мистецтві, (зокрема, у творчості Нікола Пуссена ). Згодом вона стала частиною більш загального жанру ідеалізованого пейзажу з античним стафажем, який залишався популярним аж до XVIII століття включно.
Термін Аркадія охоче застосовувався в топоніміці. Саме таке походження мала назва французької колонії в Америці, Акадія, в даний час входить до складу Канади.
При створенні парків навколо заміських садиб, палаців і замків (після втрати останніми оборонного значення), в них часто включалися античні мотиви (альтанка, ротонди, мальовничі руїни) які асоціювалися, в тому числі, з Аркадією. Іноді вплив міфу про Аркадію на архітектуру, наприклад, палладіанську, визнається більш широким.
Деякі парки, наприклад, Ризький або знаменитий садибний парк княгині Радзивілл в Польщі отримали назву Аркадія.
Термін Аркадія протягом декількох століть нерідко використовувався в якості зрозумілої для освічених сучасників метафори в літературі будь-якого жанру і на будь-який сюжет.
У XIX столітті багато художників як і раніше зверталися до зображення Аркадії, але їх картини змінилися під впливом нових знань істориків про зовнішність і одязі людей античності, і тому часто мало відрізнялися від робіт на античний історичний сюжет. В інших випадках, Аркадійський фон і сюжет служив для вираження тих чи інших естетичних поглядів художника. 

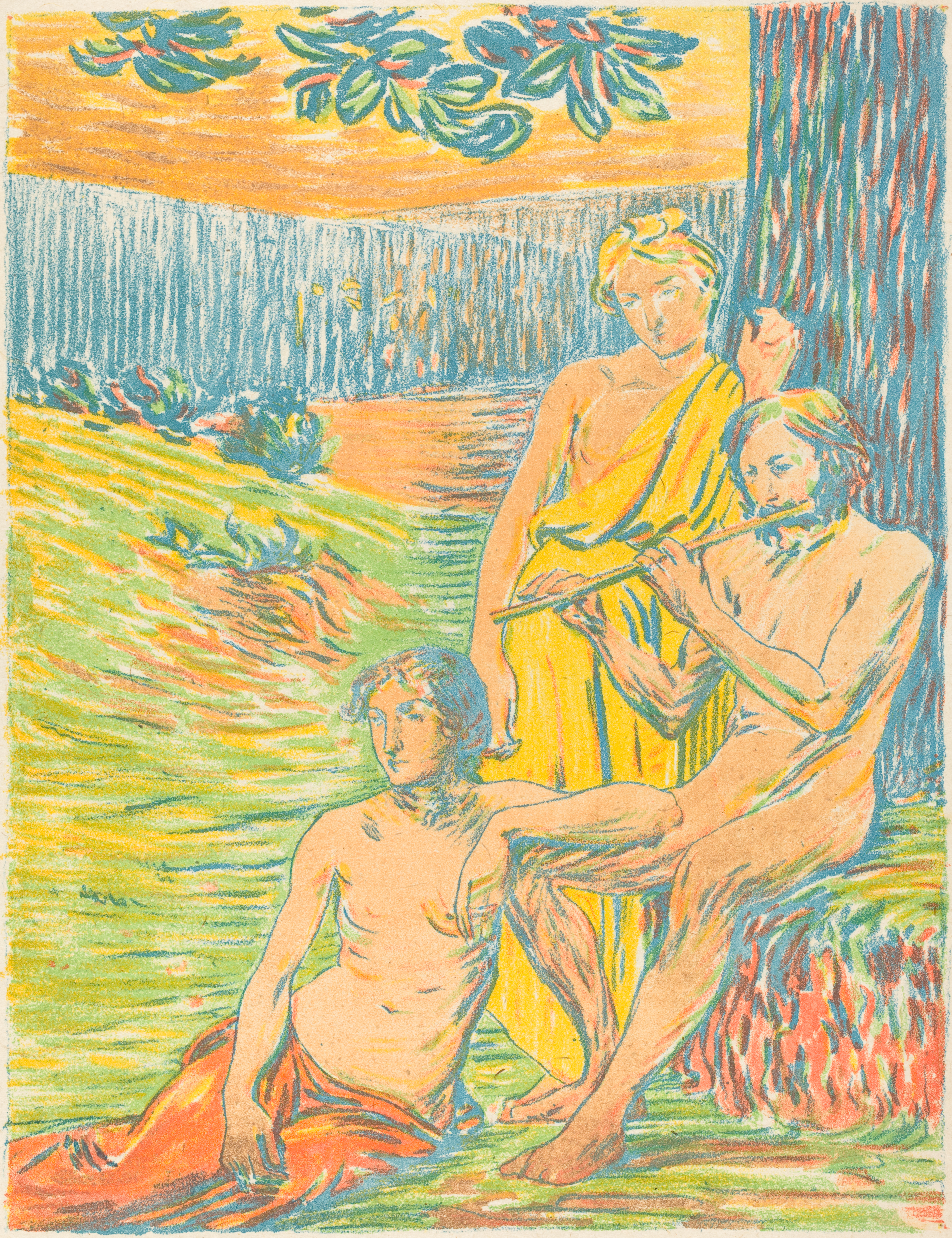
Іполит Птіжан (1854—1929). «Пан». Аркадія

У XX і XXI столітті термін Аркадія продовжує регулярно використовуватися в масовій культурі (фільмах, серіалах, комп'ютерних іграх) у вигляді відсилань або в якості позначення тих чи інших локацій, найчастіше, в переосмисленому або прямо іронічному ключі.
Поширене ім'я Аркадій означає «Аркадієць», «житель Аркадії», пастух.